# Wacław Zawadzki (harcerz)

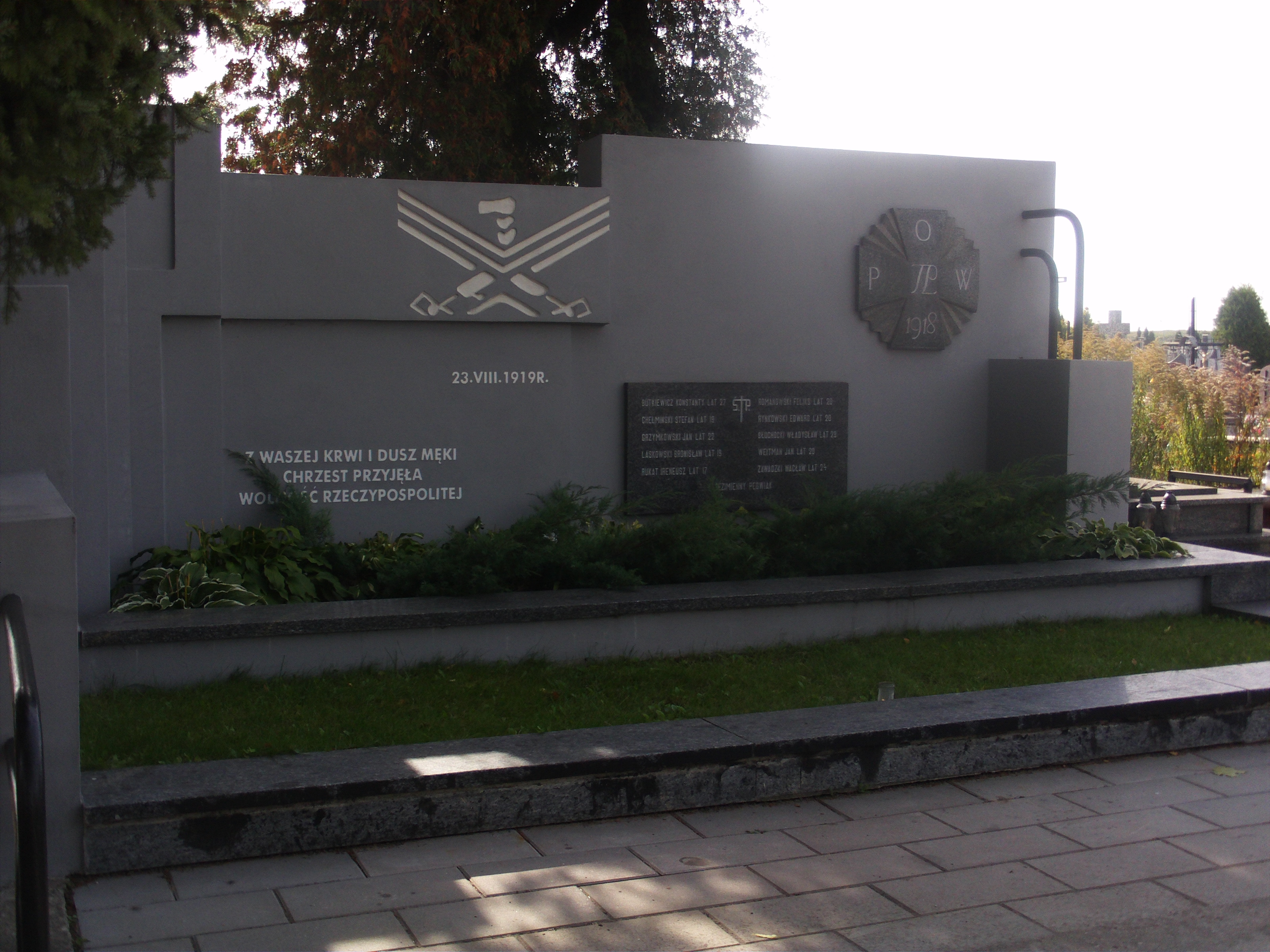
Pomnik poległych w powstaniu sejneńskim na cmentarzu rzymskokatolickim w Suwałkach przy ul. Bakałarzewskiej – wśród poległych Wacław Zawadzki

Wacław Zawadzki, ps. Rózga (ur. w 1897 w Warszawie, zm. 25 sierpnia 1919 w Sejnach) – polski działacz niepodległościowy, harcerz, podchorąży, kawaler Orderu Virtuti Militari, jeden z inicjatorów i dowódców powstania sejneńskiego, w czasie którego poległ; awansowany pośmiertnie do stopnia podporucznika.

## Życiorys
Wacław Zawadzki w czasie nauki w Szkole Zgromadzenia Kupców w Warszawie należał do OMN Szkół Średnich. W 1912 roku zorganizował w tej szkole tajną drużynę skautową, której został drużynowym. Został przyjęty do tajnego „Zet”-u. Po przejściu przez Wolną Szkołę Wojskową wstąpił w 1915 roku do Batalionu Warszawskiego POW. W szeregach I Brygady Legionów Polskich w stopniu kaprala uczestniczył w kampanii wołyńskiej. Na wniosek Naczelnej Komendy Skautowej z grudnia 1915 roku został odkomenderowany przez Józefa Piłsudskiego (m.in. wraz z Piotrem Olewińskim, Stanisławem Rewolińskim i Ignacym Wądołkowskim) do pracy w POW, gdzie objął komendę Obwodu Konińskiego. 
Od kwietnia 1918 roku był działaczem Towarzystwa Straży Kresowej, w ramach którego kierował jego pracami w powiecie chełmskim i brał udział w rozbrajaniu Niemców na Podlasiu. Powierzono mu kierownictwo Straży Kresowej na Suwalszczyźnie. Był jednym z inicjatorów i dowódców powstania sejneńskiego o polskość Sejneńszczyzny. 
Poległ jako dowódca jednego z oddziałów powstańczych w następujących okolicznościach: W dniach 23 i 24 sierpnia 1919 roku, w wyniku zbrojnych działań powstańczej grupy POW „Sumowo”, dowodzonej przez pchor. Wacława Zawadzkiego (ps. „Rózga”), zostały zajęte Sejny i pobliskie miejscowości, w których rozbrojono lub wyparto żołnierzy litewskich. Powstańcy, w oczekiwaniu na regularne jednostki Wojska Polskiego (41 Suwalski Pułk Piechoty), kontynuowali rozbrajanie litewskich placówek wojskowych na linii rzeki Czarnej Hańczy i Kanału Augustowskiego. Umacniali również swoje pozycje na przedpolach miasta i utworzyli zaczątki polskiej administracji. W nocy z 24 na 25 sierpnia, około godziny 4.30 cztery kompanie wojska litewskiego, wsparte przez kilka oddziałów szaulisów (strzelców) i oddział niemieckich ochotników, rozpoczęły atak na Sejny. Litwini, dominujący liczebnie, posiadający znaczną przewagę w broni maszynowej i wyposażeni w dużą ilość granatów ręcznych (działających demoralizująco na niezaprawionych w walce powstańców), po dwugodzinnej walce zdołali przełamać opór polskich obrońców. Oddziały powstańcze zostały wyparte do rynku, skąd podwodami i pieszo wycofały się w kierunku Krasnopola. Na jednej z ulic poległ w rozpaczliwej walce, dowodzący obroną miasta pchor. Wacław Zawadzki (awansowany pośmiertnie na ppor.). Powstańcy po zorganizowaniu się, o godzinie 9.00 rozpoczęli kontratak, między innymi oskrzydlając miasto oddziałem kawalerii. Po zaciętych walkach, około godziny 11.00 odzyskali miasto, zastając w nim zwłoki dobitych rannych powstańców i zamordowanego polskiego aptekarza oraz obrabowane domy polskich mieszkańców. Dopiero wieczorem 26 sierpnia do Sejn wkroczyły pierwsze pododdziały 5 kompanii 41 Suwalskiego Pułku Piechoty. Po przybyciu kolejnych kompanii, żołnierze pułku i powstańcy odparli powtórne litewskie uderzenie na Sejny w dniu 28 sierpnia. Wojska litewskie wycofały się poza tzw. linię Focha, która została ustalona jako linia rozgraniczenia sił polskich i litewskich. Wacław Zawadzki zginął rozerwany przez granat.
Od 2017 roku jest patronem ulicy w Kole.

## Ordery i odznaczenia
- Krzyż Srebrny Orderu Wojskowego Virtuti Militari nr 5249 – pośmiertnie 28 lutego 1922[9][10]
- Krzyżem Niepodległości z Mieczami – pośmiertnie 12 marca 1931 „za pracę w dziele odzyskania niepodległości”[11]
- Krzyż Walecznych – pośmiertnie w 1922 za działalność w POW[12]